# Titularbistum Diospolis Inferior
Diospolis Inferior (ital.: Diospoli Inferiore) ist ein Titularbistum der römisch-katholischen Kirche. 
Es geht zurück auf einen historischen Bischofssitz im antiken ägyptischen Diospolis Inferior, heute Tell el-Balamun.
| Titularbischöfe von Diospolis Inferior |                          |                                             |              |                   |
| Nr.                                    | Name                     | Amt                                         | von          | bis               |
| 1                                      | Adam Kozłowiecki SJ      | Apostolischer Vikar von der Lusaka (Sambia) | 4. Juni 1955 | 25. April 1959    |
| 2                                      | Paul-Maurice Choquet CSC | Weihbischof in Cap Haitien (Haiti)          | 6. Juni 1959 | 15. November 1996 |